# 養生論
养生论，中国古代养生术书，三国曹魏嵇康著。
嵇康在景元年间被司马昭杀害，此文当在公元263年以前写成。以宣传少私寡欲，服食养生为宗旨，故名。与《声无哀乐论》、西晋欧阳建《言尽意论》并称为玄学“三理”。该文后被编入《嵇中散集》卷三。载于《文选》卷五十三，《艺文类聚》卷七十五。
养生论是一篇气功养生论著，讨论养生问题及与此相关的形神问题，体现了作者的人生观。主张清静，清虚静泰，少私寡欲，养生者不要过于苛求自己。主张不营“名位”以“保神”，不贪“厚味”以“全身”，只要“导养得理”，就可长寿，否定了“死生由命”说。向秀著《难养生论》主张顺应“天理自然”，各守本分。嵇康再著《答难养生论》，重申“名利不灭”、“喜怒不除”、“声色不去”、“滋味不绝”、“神虚精散”为养生之“五患”。